# William Desborough Cooley
William Desborough Cooley (Dublin, maart 1795 - Londen, 1 maart 1883) was een geograaf die diverse studies publiceerde over de geografie van Afrika. Een paar van zijn theorieën werden ontkracht door de bevindingen van Europese ontdekkingsreizigers, al wees Cooley deze meestal van de hand.

## Biografie
William Desborough Cooley werd op of omstreeks 16 maart 1795 in Dublin geboren. Hij was de zoon van de advocaat William Cooley en kleinzoon van de architect Thomas Cooley. Cooley studeerde aan de Trinity College te Dublin van 1811 tot 1816 en werd in 1830 lid van de Royal Geographical Society in Londen.
In 1832 publiceerde Jean Baptiste Douville in zijn boek Voyage au Congo een verslag van een reis die hij in Afrika gemaakt zou hebben. Hierop schreef Cooley een artikel in de Foreign Quarterly Review, waarin hij aantoonde dat Douville de reis niet gemaakt kon hebben. Deze publicatie trok de aandacht van de Britse academici, waarop Cooley een belangrijke rol begon te vervullen in de Royal Geographical Society.

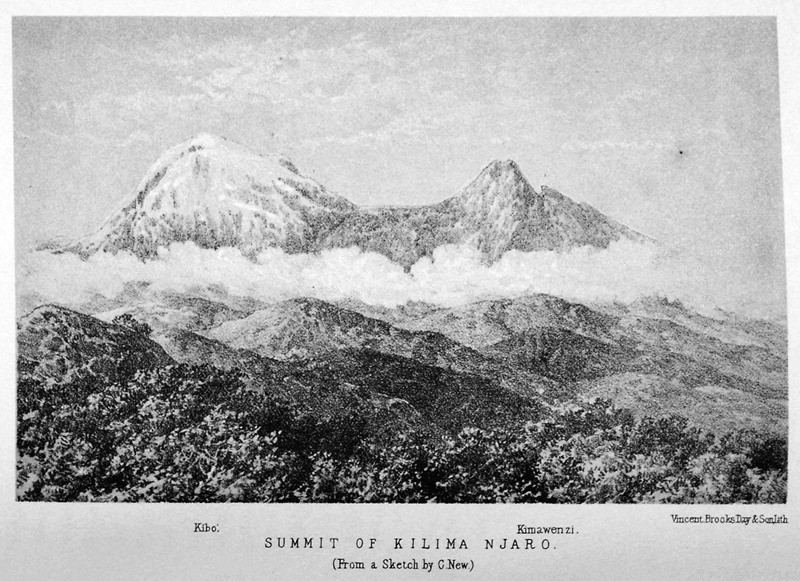
De Kilimanjaro naar een schets van Charles New

In 1834 ontmoette Cooley in Londen de Arabische slavenhandelaar Khamis bin Uthman. Hij stelde Uthman vragen over de binnenlanden van Oost-Afrika en publiceerde zijn bevindingen in The Geography of N'yassi, or the Great Lake of Southern Africa, Investigated. Hierin wordt gesproken over de beroemdste berg van Oost-Afrika, de Kirimanjara. Dit is de eerste maal dat de naam van de Kilimanjaro in een Europees document wordt genoemd, zij het dan wel verkeerd gespeld. Mede dankzij deze publicatie gingen ontdekkingsreizigers op zoek naar de bewuste berg. Toen Johannes Rebmann de berg in 1848 ontdekte, gaf hij een beschrijving van de besneeuwde bergtop. Cooley weigerde te geloven dat er sneeuw in tropisch Afrika kon bestaan. Ook nadat Karl Klaus von der Decken en Richard Thornton na de beklimming van de berg in 1863 hadden verklaard inderdaad sneeuw te hebben gezien bleef Cooley bij zijn standpunt. In 1873 publiceerde de missionaris Charles New Life, Wanderings, and Labours in Eastern Africa, waarin hij zijn beklimming tot voorbij de sneeuwgrens beschreef. Hierna waren de andere leden van de Royal Geographical Society definitief overtuigd van Cooley's ongelijk.
Cooley bleef ook volhouden dat het Malawimeer en het Tanganyikameer slechts één meer zouden zijn. Toch waren zijn studies niet onverdienstelijk. Hij sprak Swahili, wat hem hielp bij zijn studie van Oost-Afrikaanse culturen. Cooley leverde significante bijdragen aan een juistere kijk op historische verslagen en gaf een breder begrip van West-Afrika. In 1864 werd Cooley erelid van de Royal Geographical Society. Hij stierf op 1 maart 1883 in Crowndale Road te Somers Town, Londen.

## Werken
Cooley schreef een groot aantal artikelen voor de Journal of the Royal Geographical Society. Hij plaatste een serie controversiële artikelen over Afrikaanse onderwerpen in het tijdschrift Athenæum en schreef een artikel in Lardner's Cabinet Cyclopædia (1830, 1831), getiteld The History of Maritime and Inland Discovery. Zijn in 1852 gepubliceerde boek Inner Africa laid open behandelde de onderlinge communicatie tussen stammen in Afrika bezuiden de evenaar. In het boek probeerde Cooley op basis van Portugese en Arabische bronnen te staven dat er slechts één groot meer in Centraal-Afrika ligt en hield hij vol dat de sneeuw op de Kilimanjaro op een mythe berust.
Andere publicaties van Cooley zijn onder andere:
- The Negroland of the Arabs examined and explained; or, an Inquiry into the early History and Geography of Central Africa, Londen 1841.
- The World surveyed in the XIX Century; or Recent Narratives of Scientific and Exploratory Expeditions translated, and, where necessary, abridged, 2 delen, Londen 1845–1848.
- Sir Francis Drake, his Voyage, 1595, by Thomas Maynarde, 1849.
- Claudius Ptolemy and the Nile; or an inquiry into that geographer's real merits and speculative errors, his knowledge of Eastern Africa, and the authenticity of the Mountains of the Moon, Londen 1854.
- Dr. Livingstone's Reise vom Fluss Liambey nach Loanda in 1853–4 kritisch und kommentarisch beleuchtet, 1855.
- The Memoir on the Lake Regions of East Africa reviewed, Londen 1864.
- Dr. Livingstone and the Royal Geographical Society, Londen 1874.
- Physical Geography, or the Terraqueous Globe and its Phenomena, Londen 1876.